# Bel und der Drache

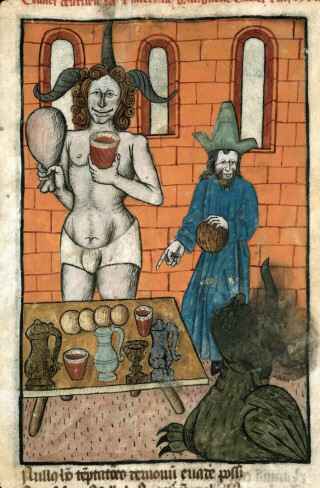
Daniel, Bel und der heilige Drache der Babylonier (Ars moriendi. Marseille - BM - ms. 0089 (f. 063-066), Frankreich, 15. Jahrhundert)

Bel und der Drache bezeichnet einen der beiden Zusätze zum Buch Daniel in der Septuaginta. Er findet sich in Dan 14  bzw. ZusDan 2. In der Erzählung tritt Daniel als Anhänger JHWHs gegen die babylonischen Götter an. Die Erzählung behandelt die Treue zu Gott in Bedrängnis und eine Form religiöser Aufklärung.

## Text
Es existieren zwei Textfassungen – Septuaginta und Theodotion –, die teilweise erheblich voneinander abweichen. Eine je eigenständige Entstehungsgeschichte vor der Aufnahme in die LXX-Fassung des Danielbuches ist anzunehmen. Für die LXX-Variante wird eine nicht bezeugte hebräische Vorlage angenommen.
Verlässliche Informationen über die Entstehung des Textes gibt es nicht. Da für das ptolemäische Alexandrien nach 150 v. Chr. eine zunehmende Judenfeindlichkeit bekannt ist, die sich aus dem Vorwurf der Götterfeindlichkeit ergab – u. a. die Verweigerung der Bilderverehrung –, wird vermutet, dass die ältere LXX-Fassung zwischen 145 und 88 v. Chr. in der jüdischen Diaspora in Ägypten entstand, die zwischen 80 und 50 v. Chr. im Sinne einer Enthistorisierung von Theodotion überarbeitet wurde. Ein ausführlicher Vergleich der Fassungen findet sich bei Klaus Koch.
Vermutlich wurden die Erzählungen vom Kultbild Bels und von der Tötung des Drachen zunächst unabhängig tradiert und später zusammengefügt.
Die Vulgata zählt Dan 14,1 noch zum vorhergehenden Kapitel, wodurch sich die Verszählung (auch in der Lutherbibel – hier als „apokryphe“ Stücke zum Buch Daniel – vor der Revision 2017) entsprechend verschiebt.

## Inhalt
Das Kapitel lässt sich in drei Abschnitte aufteilen:
- Dan 14,3–22 EU: Entlarvung Bels als wirkungsloser Götze
- Dan 14,23–27 EU: Vernichtung des Drachen
- Dan 14,28–42 EU: Rettung Daniels aus der Löwengrube

Der Konflikt der Erzählung besteht zwischen dem „lebendigen Gott, de[m] Schöpfer des Himmels und der Erde, der die Herrschaft hat über alles Fleisch“ (Dan 14,5b ) und den menschengemachten Götterbildern. Dabei sind deutliche Bezüge zu Dan 3  und 6  zu erkennen.
In Dan 14,3–22  kommt es zu einer Auseinandersetzung zwischen König Astyages und Daniel, der nicht vor Bel niederfällt. Der König fordert einen Beweis für Daniels Antwort, Bel sei kein lebendiger Gott. Durch eine List beweist Daniel, dass nicht Bel, sondern seine Priester und ihre Angehörigen nachts das Bel dargebrachte Essen verzehren. Daraufhin lässt der König die Priester töten und übergibt die Bel-Statue Daniel, der sowohl die Statue als auch das Heiligtum zerstört.
Dan 14,23–27  berichtet, wie der König Astyages Daniel auf den als Gott verehrten Drachen verweist. Daniel bittet daraufhin den König um die Erlaubnis, den Drachen „ohne Schwert und Keule“ zu töten. Nachdem ihm diese gewährt wird, formt er aus Pech, Talg und Haaren einen Kuchen, den der Drache frisst und daraufhin zerbirst.
In Dan 14,28–42  wird beschrieben, wie der König anscheinend Jude wird (die Aussage findet sich nur im Mund der Untertanen), der daraufhin vor das Ultimatum gestellt wird, Daniel auszuliefern oder getötet zu werden. Die Babylonier werfen Daniel für sechs Tage in eine Löwengrube. Gott schickt durch einen Engel den Propheten Habakuk zu Daniel, der ihm Essen bringt. Am siebten Tag kommt der König zur Grube, um Daniel zu betrauern, findet ihn jedoch lebend. Daraufhin äußert er das Glaubensbekenntnis: „Groß bist du, HERR, du Gott Daniels. Außer dir gibt es keinen anderen Gott.“ (Dan 14,41 ) Er lässt nun die Männer in die Löwengrube werfen, die zuvor Daniel hineingeworfen haben. Sie werden sofort gefressen.

## Deutung

### Bel
Im Akkadischen bedeutet Bel „Herr“. Ursprünglich kann er sich auf verschiedene Götter beziehen, jedoch bildete sich die Tradition heraus, dass Bel Marduk, den Stadtgott Babylons meint. Im Westsemitischen wird sein Name
gewöhnlich mit Baal wiedergegeben.
Bel findet sich ebenfalls als Element in der Bildung von Eigennamen (vgl. Belsazar).
Bel wurde im gesamten Orient verehrt. Dan 14  stellt eine Überlieferung nicht nur der Verehrung seines Standbildes, sondern auch der Zerstörung des Bel-Tempels durch Xerxes im Jahr 482 v. Chr. dar. Letzteres ist ein historisches Ereignis, das weithin bekannt war.
Wie auch Deuterojesaja betont Dan 14  die Wirkungslosigkeit von Götterbildern. Sie werden gegen altorientalische Theologien nicht als Ort der Realpräsenz der Gottheiten akzeptiert. Es wird das biblisch bewährte Mittel des Götzenbilderspotts angewendet, um den Widersinn des Anspruchs der falschen Götter aufzuzeigen. Da die Götterspeisung einen zentralen Aspekt des antiken Opferkults darstellte, wird hier für damalige Verhältnisse eine fundamentale Religionskritik geübt. Mit der Zerstörung von Götzenbild und Heiligtum vollzieht Daniel das von Propheten (Jes 46,1 f , Jer 50,2  u. ö.) angekündigte Todesurteil über falsche Götter. Der Name Daniel – „Gott richtet“ – gilt hier programmatisch.

### Der Drache
Der Drache ist wohl ein Mischwesen ähnlich einem geflügelten Krokodil und einer Schlange. Dass die griechischen Begriffe für Drache und Schlange synonym genutzt wurden, ist auch in Offb 12,9  belegt. Das Alte Testament nennt diesen volkstümlich als Fabelwesen vorgestellten Drachen Leviathan – ein Seeungeheuer, das die Chaosmächte symbolisiert.
Neben Babylonien ist die kultische Verehrung des Drachen bzw. der Schlange als Gottheit auch für Griechenland und Ägypten belegt. Bei den Babyloniern galt der erfolgreiche Drachenkampf vor allem als Ruhmestat des Bel Marduk, dessen Kultbild und Tempel Daniel zuvor zerstörte. Insbesondere in altorientalischen Schöpfungsmythen ist der Drache von großer Bedeutung. Die Voraussetzung für eine stabile Schöpfungsordnung ist die Tötung des Drachen als Chaosungeheuer.  Das Weltschöpfungsepos Enūma eliš berichtet, wie der babylonische Schöpfergott Marduk die Urzeitgottheit Tiamat bezwingt, die oft als Riesenschlange oder Drache bezeichnet wird. Mušḫuššu, ein Schlangendrache, eines von Tiamats Geschöpfen, war sein Emblemtier. So findet sich der Schlangendrache als Symbol oft in der babylonischen Bildkunst.
Der Drache ist eng mit Marduk verbunden, den er beschützt. Jedoch wurde das Bild des Drachen auch auf gefährliche Ereignisse in der Geschichte Israels angewendet, indem ausländische Herrscher, die Israel angreifen, mit ihm identifiziert werden (vgl. Ez 29,3 , Jer 51,34  u, ö.). Da der Schlangendrache die aggressive Macht Bels sowie des babylonischen Weltreichs verkörpert, das die Chaosmächte auf alle Feinde loslassen konnte, bilden „Bel und der Drache“ aus jüdischer Perspektive eine furchterregende göttliche Einheit, die es zu bekämpfen galt.
Zu den Waffen Bels zählte u. a. eine Keule, deren Gebrauch Daniel für abkömmlich hält. Sein explosiver Kuchen stellt möglicherweise den ersten Beleg für den Gebrauch von Sprengstoff als Kampfmittel dar. Dieses Kampfmittel dient dem theologischen Lehrzweck, die Vergänglichkeit und Wirkungslosigkeit der scheinbar furchterregenden Götter zu demonstrieren.
Wie die Erzählung vom Kultbild Bels hebt auch die Erzählung vom Drachen den jüdischen Monotheismus hervor, indem aufgezeigt wird, dass die heidnischen Götzen keine Macht haben und ihre Symbole vernichtet werden. Wer sich dafür einsetzt, wird von Gott geschützt.

### Löwengrube
Der Bericht vom Wurf in die Löwengrube als Strafe weist deutliche Bezüge zu Dan 6  auf.
Der Löwe galt als aggressives Symboltier von Ištar, der babylonischen Kriegs- und Liebesgöttin. Daniel wird aufgrund seiner despektierlichen Aktion gleich sieben Löwen vorgeworfen, die ihrerseits auf die gewohnte Speise von zwei Menschen und zwei Schafen täglich verzichten müssen. Dies bedeutet absolute Tödlichkeit.
Diese Form der Hinrichtung galt als schmachvoll, da sie ein Begräbnis ausschloss. Dies bedeutete für die antiken Menschen eine besonders harte Strafe.

### Habakuk
Habakuk tritt als Retter Daniels auf. Nachdem er in Judäa einen Eintopf zubereitet hat, bringt ihn ein Engel auf wundersame Weise nach Babylon, wo er Daniel, der seit sechs Tagen in der Löwengrube sitzt, mit seinem Eintopf versorgt. Der hier erwähnte Habakuk soll vermutlich mit dem Schriftpropheten gleichgesetzt werden, jedoch handelt es sich aller Wahrscheinlichkeit nach nicht um einen historisch zuverlässigen Bericht. Möglicherweise wurde Habakuk aufgenommen, da sich seine prophetische Verheißung „der Gerechte aber bleibt wegen seiner Treue am Leben“ (Hab 2,4b ) in Daniels Rettung exemplarisch erfüllt.
Die zentrale Botschaft an den jüdischen Leser findet sich wohl in Daniels Ausruf angesichts der Bewirtung: „Gott, du hast also an mich gedacht; du lässt die nicht im Stich, die dich lieben“ (Dan 14,38 ).

### Rettung
Auch die Erlösung am siebten Tag hat eine symbolische Bedeutung. Gemäß Dtn 5,15  wird das Sabbatgebot mit der Befreiung Israels aus der ägyptischen Sklaverei begründet. Somit gilt der siebte Tag als Tag der Befreiung von fremder Unterdrückung schlechthin. Die Exoduserfahrung Israels kann jeder treu zum Glauben stehende Israelit machen.
Daniels Befreiung aus der Löwengrube hat für seine Feinde den Tod zur Folge. Obwohl es sich aus heutiger Sicht um eine gnadenlose Vergeltungsmaßnahme handelt, hatte sie bei den verfolgten und gedemütigten Juden der Diaspora wohl eine tröstliche und ermutigende Wirkung.

## Wirkung
Daniels Glaube wurde zum Vorbild für Glaubensmut in Bedrängnis und die göttliche Hilfe, die ihm zukam, zur Quelle von Zuversicht und Trost.
Seine Rettung wurde durch die altkirchliche Kunst zum Symbol der Auferstehung erhoben, da man in der Löwengrube ein Sinnbild der Totenwelt sah. So wurde die Gestalt Daniels zum Inbegriff des Glaubens und der Auferstehungshoffnung.
Aufgrund seines Glaubensmutes galt er während der römischen Christenverfolgung als Vorbild für Märtyrer (vgl. 1 Clem 45,4–7).